# Commissie-Malfatti
De commissie-Malfatti was een commissie van de Europese Unie (toentertijd Europese Economische Gemeenschap). De commissie trad in juli 1970 aan. In maart 1972 trad voorzitter Malfatti af, omdat hij mee wilde doen aan de verkiezingen in Italië. Tot nu toe is Malfatti de enige voorzitter geweest die vrijwillig is afgetreden. Om de periode tot en met de toetreding van drie nieuwe lidstaten in 1973 (Verdrag tot toetreding (1972)) te overbruggen werd er een commissie ingericht onder het voorzitterschap van landbouwcommissaris Sicco Mansholt: de commissie-Mansholt.

## Samenstelling
| Ambtsbekleder | Ambtsbekleder | Ambtsbekleder                     | Functie en bevoegdheid                                                                                           | Termijn                     | Partij              | Land                     |
| ------------- | ------------- | --------------------------------- | --- | --------------------------- | ------------------- | ------------------------ |
|               |               | Franco Maria Malfatti (1927-1991) | Voorzitter | 1 juli 1970 – 21 maart 1972 | EVP Nationaal: DC   | Italië                   |
|               |               | Sicco Mansholt (1908–1995)        | Vicevoorzitter Landbouw                                                                                          | 1 juli 1970 – 21 maart 1972 | PES Nationaal: PvdA | Nederland                |
|               |               | Wilhelm Haferkamp (1923-1995)     | Vicevoorzitter Interne Markt, Energie en Euratom                                                                 | 1 juli 1970 – 21 maart 1972 | PES Nationaal: SPD  | Bondsrepubliek Duitsland |
|               |               | Raymond Barre (1924-2007)         | Financiën, Economische Zaken en Eurostat                                                                         | 1 juli 1970 – 21 maart 1972 | Onafhankelijk       | Frankrijk                |
|               |               | Albert Coppé (1911-1999)          | Begroting, Financieel Toezicht, Kredietverlening, Investeringen, Sociale Zaken, Vervoer en Administratieve Zaken | 1 juli 1970 – 21 maart 1972 | EVP Nationaal: CD&V | België                   |
|               |               | Ralf Dahrendorf (1929-2009)       | Externe Betrekkingen en Handel                                                                                   | 1 juli 1970 – 21 maart 1972 | ALDE Nationaal: FDP | Bondsrepubliek Duitsland |
|               |               | Albert Borschette (1920-1976)     | Mededinging en Regionaal Beleid                                                                                  | 1 juli 1970 – 21 maart 1972 | Onafhankelijk       | Luxemburg                |
|               |               | Altiero Spinelli (1907-1986)      | Industrie, Douane-unie, Onderzoek, Wetenschap en Technologie                                                     | 1 juli 1970 – 21 maart 1972 | Onafhankelijk       | Italië                   |
|               |               | Jean-François Deniau (1928-2007)  | Uitbreiding en Ontwikkelingssamenwerking                                                                         | 1 juli 1970 – 21 maart 1972 | ALDE Nationaal: RI  | Frankrijk                |